# Дас, Кун
Кун Дас (нидерл. Koen Das; род. 14 сентября 1974 в Бре, Бельгия) — бывший бельгийский шоссейный велогонщик.

## Достижения
1996
2-й Чемпионат Бельгии U23 в групповой гонке
2-й Круг Валлонии
1999
3-й Зеллик — Галмарден
2001
1-й Классика Бевербека
2-й Каттекурс
2003
1-й Петля Артуа
2004
2-й Вламсе Пейл
2-й Зеллик — Галмарден
3-й Гран-при Дуржа